# Фламбаум, Виктор Вильевич
Виктор Вильевич (Васильевич) Фламбаум (род. 20 ноября 1951, Омск) — советский и австралийский физик-теоретик. Доктор физико-математических наук (1978), профессор физического факультета НГУ (1991), профессор кафедры теоретической физики Университета Нового Южного Уэльса в Сиднее (1991).
Специалист в области теоретической физики, ядерной физики, физики элементарных частиц и астрофизики. Автор и соавтор более 500 научных публикаций. Имеет более 20600 цитирований своих работ на 2021 год, опубликованных в реферируемых журналах. Индекс Хирша (2021 год) — 73. Соавтор модели Сушкова — Фламбаума.

## Биография
Фламбаум родился 20 ноября 1951 года в Омске в семье инженеров. В 1974 году с отличием окончил физический факультет Новосибирского государственного университета по специальности «Физика». Затем поступил в аспирантуру Института ядерной физики Сибирского отделения АН СССР, которую окончил в 1978 году, защитив кандидатскую диссертацию на тему «Нарушение пространственной и временной чётности в атомных явлениях». С 1974 по 1991 год работал в Сибирском отделении АН СССР, пройдя путь от стажёра-исследователя до ведущего научного сотрудника. В 1984 году ему было присвоено учёное звание старшего научного сотрудника по специальности «Теоретическая и математическая физика». В 1987 году он защитил докторскую диссертацию на тему «Проявление P- и T-нечётных ядерных сил в атомах и молекулах». Читал лекции по квантовой механике.
В 1991 году переехал в Австралию, где стал профессором кафедры теоретической физики и руководителем отдела теоретической физики Университета Нового Южного Уэльса в Сиднее.

## Научный вклад
Основные направления научных исследований Фламбаума включают изучение нарушения фундаментальных симметрий (четности, инвариантности времени), теорию Большого объединения элементарных частиц и их взаимодействий, поиск пространственных и временных изменений фундаментальных констант во Вселенной. Он также проводил исследования в области высокопрецизионных атомных вычислений, квантового хаоса и статистической теории, высокотемпературной сверхпроводимости, мезоскопических систем и квантования электропроводности.

## Награды
Фламбаум является членом Академии наук Австралии (с 2000 года) и был членом Национального комитета Австралии по физике (2004—2006).
- Премия Ленинского комсомола (1983)[12].